# ساقية المنقدي
ساقية المنقدي إحدى قرى مركز أشمون التابع لمحافظة المنوفية بجمهورية مصر العربية.

## التاريخ
ذكر محمد رمزي في كتابه القاموس الجغرافي للبلاد المصرية أن ساقية المنقدي من القرى القديمة، حيث ذكرها ابن الجيعان في كتابه «التحفة السنية بأسماء البلاد المصرية»، أنها من الأعمال المنوفية، باسم الساقية المعروفة بالمنقدي إحدى كفور شمما، وأن مساحتها 489 فدان.

## السكان
بلغ عدد سكان ساقية المنقدي 7,526 نسمة، حسب الإحصاء الرسمي لعام 2006.